# (15836) 1995 DA2
(15836) 1995 DA2 est un objet transneptunien en résonance 3:4 avec Neptune découvert en 1995.

## Description
(15836) 1995 DA2 a été découvert le 24 février 1995 dans un des observatoires du Mauna Kea, un ensemble d'observatoires astronomiques indépendants, situés au sommet du volcan Mauna Kea sur l'île d'Hawaï, par J. X. Luu et D. C. Jewitt.

### Caractéristiques orbitales
L'orbite de cet astéroïde est caractérisée par un demi-grand axe de 36,52 UA, un périhélie de 33,82 UA, une excentricité de 0,07 et une inclinaison de 6,56° par rapport à l'écliptique. Du fait de ces caractéristiques, à savoir un demi-grand axe supérieur à 30,1 UA, il évolue au-delà orbites de l'orbite de Neptune et est classé comme planète mineure distante de type objet transneptunien,

### Caractéristiques physiques
(15836) 1995 DA2 a une magnitude absolue (H) de 8.